# Зааминский государственный горно-арчовый заповедник
Зааминский государственный горно-арчовый заповедник (узб.  Zomin davlat qo‘riqxonasi) — заповедник, расположенный на северном склоне западной части Туркестанского хребта Памиро-Алая (Джизакская область, Узбекистан). Основными объектами охраны являются высокогорные арчовые системы (на высотах 1760-3500 м), белокоготный медведь, бородач, черный аист и др.

## История
Известно, что в 60-х годах XIX века территория, ставшая впоследствии Зааминским заповедником исследовалась российским естествоиспытателем А. П. Федченко. Первое научное описание флоры этого района было дано сотрудницей Переселенческого управления Министерства сельского хозяйства Российской Империи Ольгой Кнорринг в 1916 году. В 1925—26 годах было проведено детальное лесоустройство территорий, которое послужило основанием для создания заповедника Гуралаш (площадь около 8500 га), просуществовавшего с 1926 по 1929 и с 1934 по 1951 годы.

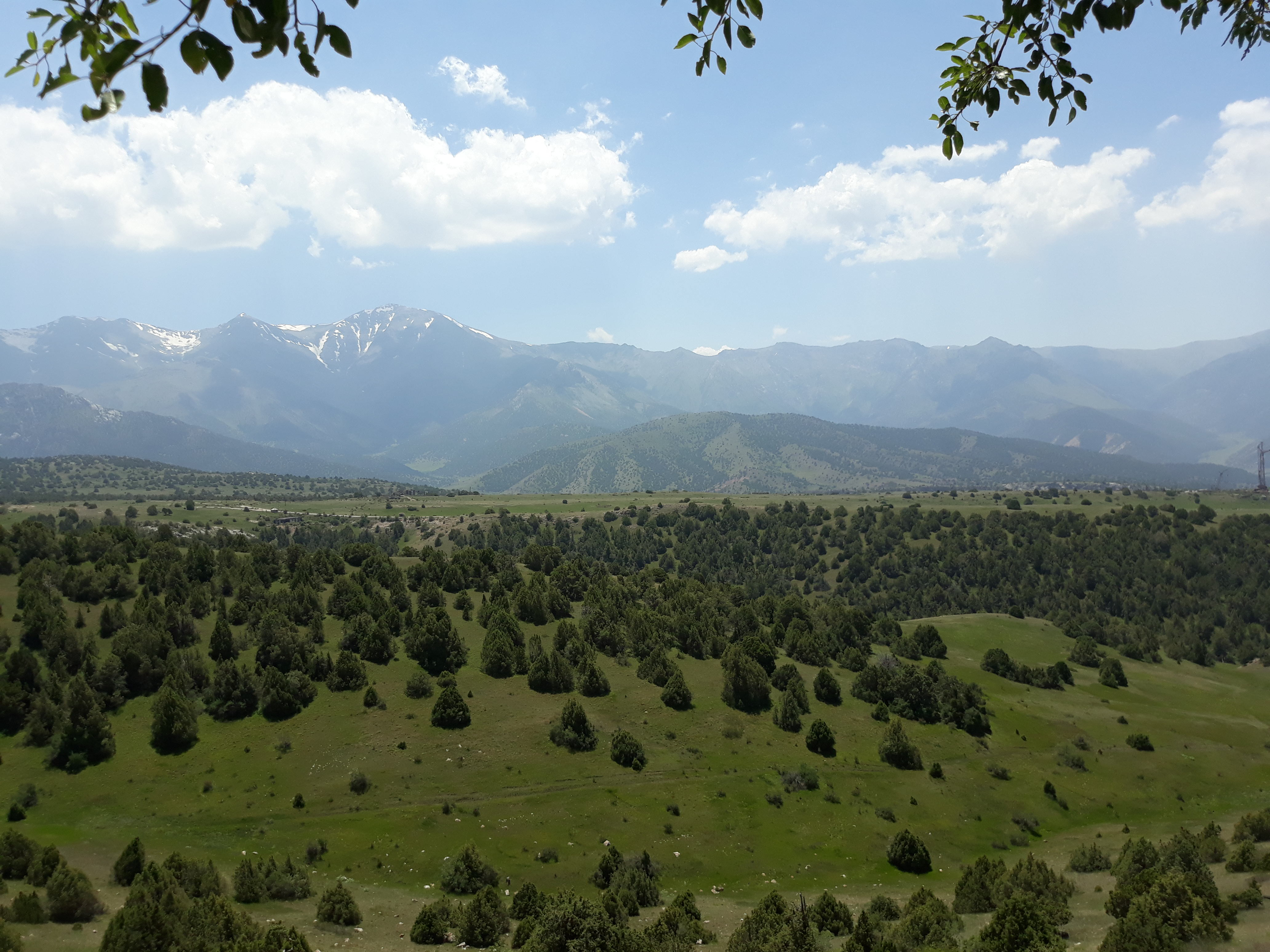
Зааминский заповедник

Интенсивный выпас скота, нерегламентированные вырубки леса (прежде всего — арчовых) и браконьерство представляли собой серьезную угрозу для сохранения субальпийских ландшафтов, вследствие чего в 1959 году было принято решение об учреждении Зааминского заповедника. В 1978 году был организован Народный парк Узбекистана (31 500 га), образовавший с заповедником единый массив.
До распада СССР заповедник находился в ведении Главного управления охотничьего хозяйства и заповедников Министерства лесного хозяйства Узбекской ССР.